# Предславинський ліцей №56
Предславинський  ліцей  № 56 Печерського  району м. Києва продовжує свою діяльність шляхом зміни типу і найменування Предславинської гімназії №56  Печерського району міста Києва, яка в свою чергу є правонаступником Державного закладу освіти гімназії № 56 Московського району м. Києва, створеної Московською районною державною адміністрацією відповідно до рішення Київської міської ради народних депутатів № 507 від 11.06.1990 р. та зареєстрованої згідно з розпорядженням Московської районної державної адміністрації № 781 від 08.07.1997 р. (свідоцтво № 03922 від 19.02.1997 р., ідентифікаційний код  № 22879317).
Предславинський ліцей  №56 у своїй діяльності інтегрує різні форми здобуття освіти: інституційна (очна (денна)), індивідуальна (екстернатна, сімейна (домашня), педагогічний патронаж) та є потужним осередком розвитку творчих ініціатив здобувачів освіти.
За вагомий внесок у розвиток освіти і виховання молоді педагогічний  колектив  нагороджений Почесною грамотою Кабінету Міністрів України, Почесною грамотою Верховної Ради України, Подяками Кабінету Міністрів. З 2003 року заклад  – постійний учасник та дипломант виставок - презентацій «Сучасна освіта в Україні», «Інноватика в освіті України». За багаторічну інноваційну педагогічну діяльність по модернізації освіти в Україні Предславинська гімназія № 56 отримала почесне звання «Лідер сучасної освіти», нагороджена золотими медалями та відзначена дипломами за високі творчі досягнення в удосконаленні змісту навчально-виховного процесу національної системи освіти України. Досвід Предславинської гімназії №56 щодо організації дистанційного формату освітнього процесу вивчався на форумі молодих директорів закладів загальної середньої освіти м. Києва  ( травень 2023 р).За вагомий внесок у підготовку учнівської молоді та організацію навчально-виховного процесу в умовах воєнного стану колектив Предславинської гімназії №56 нагороджений Почесною грамотою Національної академії педагогічних наук України ( червень 2023 р). У травні 2023 р. Предславинська гімназія № 56 долучилась до дослідно-експериментальної роботи регіонального (всеукраїнського) рівня  за темою: «Комплексна психосоціальна підтримка педагогів та підготовка  кризових інтервентів для київських шкіл під час війни».
Серед учнів закладу – стипендіати міського голови, Президентські стипендіати, здобувачі 200 балів ЗНО/НМТ  з історії, біології, англійської мови, української мови, математики, переможці предметних олімпіад, конкурсів-захистів МАН.

## З ІСТОРІЇ ЗАКЛАДУ

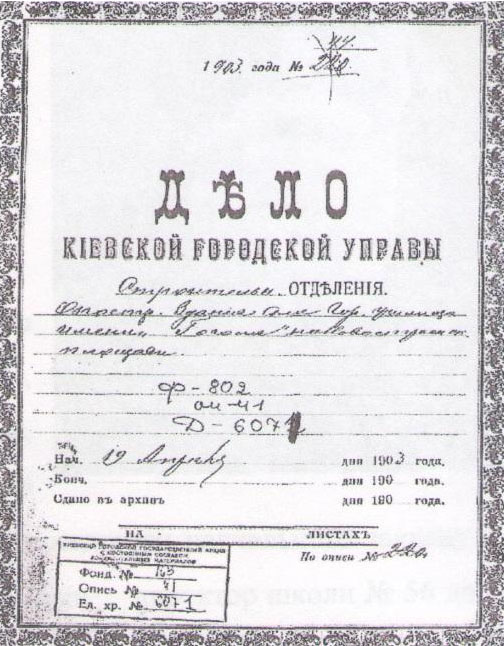
з Музею Ліцею №56

Предславинський  ліцей  №56 Печерського району міста Києва    є однією з найстаріших українських педагогічних інституцій в  місті Києві.  Його  історія, як свідчать документи Державного архіву м. Києва, безпосередньо пов’язана із становленням педагогічної думки кінця XIX - початку ХХ сторіччя. 1 листопада 1880 року  у Києві був створений приватний навчальний заклад , який уже в серпні 1884 року отримує  права “Правительственного училища” з розміщенням у Києві на Іринінському проїзді – нині це Іринінська вулиця – у буд. № 4  у найманому приміщенні.
У Державному архіві м. Києва збереглося „Дело Киевской городской управы хозяйственного отделения с ходатайствами об отводе участка земли под устройство городского училища имени Н.В.Гоголя».  Вивчаючи архівні джерела, було  встановлено, що саме під час відзначення у Києві 50 – річчя з дня смерті Гоголя Київською міською Думою було прийняте рішення увіковічнити його пам’ять, збудувавши новий заклад освіти, і  назвати  її іменем славетного письменника.  З побіжних документів архіву можна зробити висновок, що 1 вересня 1903 року було відкрито трикласне училище. Першим його завідувачем став Яків Боцяновський. Будівля ліцею, спроектована як заклад освіти видатним  архітектором Іполитом Ніколаєвим, завжди була і наразі залишається окрасою Києва,  є пам`яткою архітектури та містобудування (охоронний знак № 469-Кв). Виконавцем будівельних робіт був Федот Альошин, династії якого належать зведення Київського педагогічного музею (нині - Будинок учителя), будинок лікарів, повоєнна відбудова Київського національного університету. Старі історичні видання та архівні документи свідчать, що з будівлею нині Предславинського ліцею  №56 тісно  пов’язані імена видатних освітян тих часів С. Русової, Т.Лубенця, Я.Боцановського, А.Баккалинського.
В період  1904 - 1918 рр.- як училище,   з 1936 року заклад почав працювати як неповна середня школа для дівчаток, з 1947 – як середня  жіноча школа, згодом – загальна середня школа.  З  1975 року   починає функціонувати як   спеціалізована середня школа  з поглибленим вивченням англійської мови ( з 1979 року заклад очолює  Д.І.Петренко, Заслужений працівник освіти,  Відмінник освіти України, кавалер Ордена княгині Ольги ІІІ ст).У 1991 школі надано статус школи-гімназії, у 1994 - гімназії з поглибленим вивченням англійської мови. 3 2012 р - Предславинська гімназія № 56 Печерського району міста Києва.  З 12.08. 2024 р.- Предславинський ліцей №56 Печерського району міста Києва, директор Р.А. Рудковська, Відмінник освіти України.

### Як все починалось

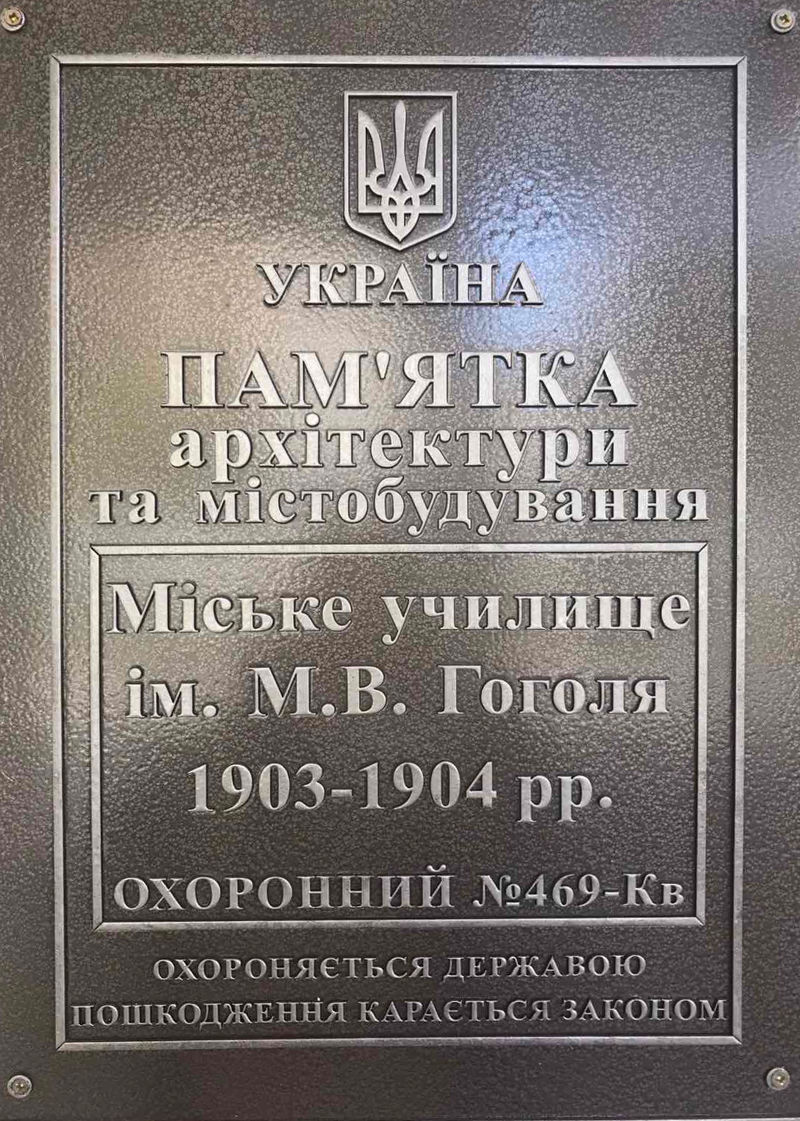

1901 р. липень – рішення   Київскої  міської  думи:
«Бажаючи увічнити пам’ять славетних письменників Василя Жуковського та Миколи Гоголя, Дума постановила відкрити у 2 половині 1902 року два чоловічих та два жіночих, з окремими вчителями) трикласних приходських училищ імені поетів та дві безкоштовні читальні їх же імен».
1902 р. вересень -   Дума визначила: «під забудову будівель для ювілейних міських училищ ім.Гоголя відвести місце у частині Либідської площі (на розі вулиць Предславинської та Либідсько-Володимирської) у кількості 800 сажень»
1902 р. -  Помічником Київського Міського Землеміра складений  план з визначенням межі ділянки  землі на Новостроївскій площі під забудову будівлі для ювілейного міського училища  імені  М.В.Гоголя.
1903 р. березень - створення  Міським  архітектором І.В.Ніколаєвим проекту будівлі училища імені М.В.Гоголя.
1903 р. липень - Надання І.Ніколаєвим кошториуа на будівництво Міського училища ім.Гоголя.
1903 р. липень -   Дума постановила за результатами торгів  віддати замовлення на будівництво підрядчику Ф.Альошину.
1904 р. липень -   закінчені роботи з будівництва  будівель для училищ імені М.В.Гоголя.
12 листопада 1904 року -  урочисто відкрито нові міські парафіяльні училища імені М.В.Гоголя та одночасно освячено власну будівлю цих училищ, споруджену міським управлінням на розі Предславинської та Либідсько-Володимирської вулиць. 

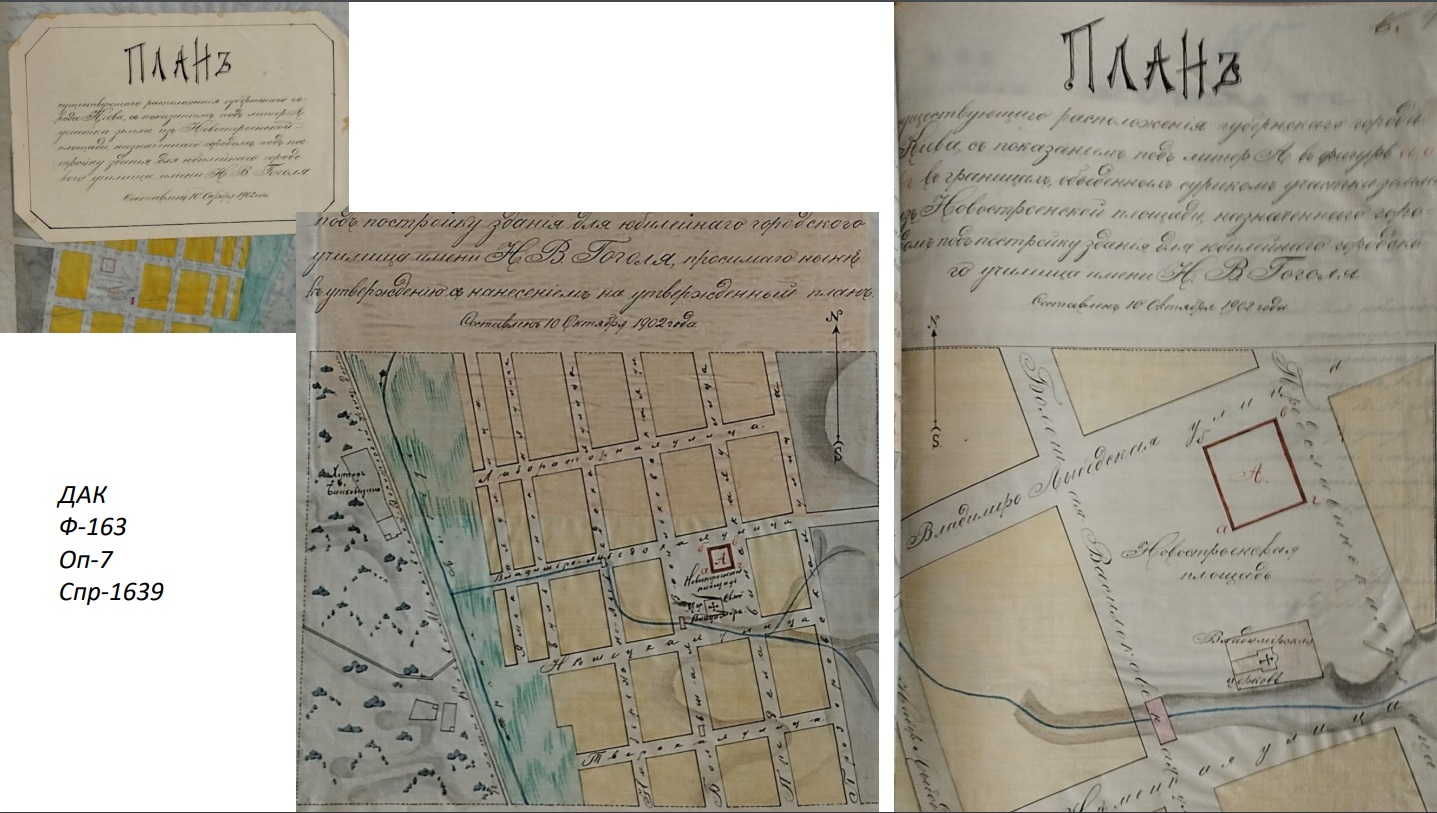
з Музею Ліцею №56

«Нижний этаж предназначен для библиотеки-читальни имени Н.В.Гоголя, квартиры библиотекаря и раздевальной комнаты, средний этаж – помещение мужского и верхний – женского училищ.Каждое училище имеет по четыре больших светлых классных комнаты, включая в том числе комнату для рукоделия и ручного труда, и небольшой рекреационный зал. Каждый класс расчитан на 50 учеников», газета «КИЕВЛЯНИНЪ» від 13 листопада 1904 року.
1904 р. вересень -  Зважаючи на великий наплив охочих на вступ до 1 класу училища ім.Гоголя, приблизно 70 дітям не молодше 9 років було відмовлено у зарахуванні.Спочатку плата за навчання у міських початкових училищах становила 50 коп. у місяць, але діти з найбідніших родин від неї звільнялись. У вересні 1905 р. Дума постановила повністю відмінити плату за навчання в усіх однокласних міських училищах. Головні предмети навчання: Закон Божий, церковнослов’янська грамота, мова, чистописання й арифметика. По можливості до них додавались ручна праця та рукоділля, фізичне виховання, заняття співами та гімнастикою. Нормою навчальних годин на тиждень визначалось 24 години.
Призначені на посади:
Училище № 54

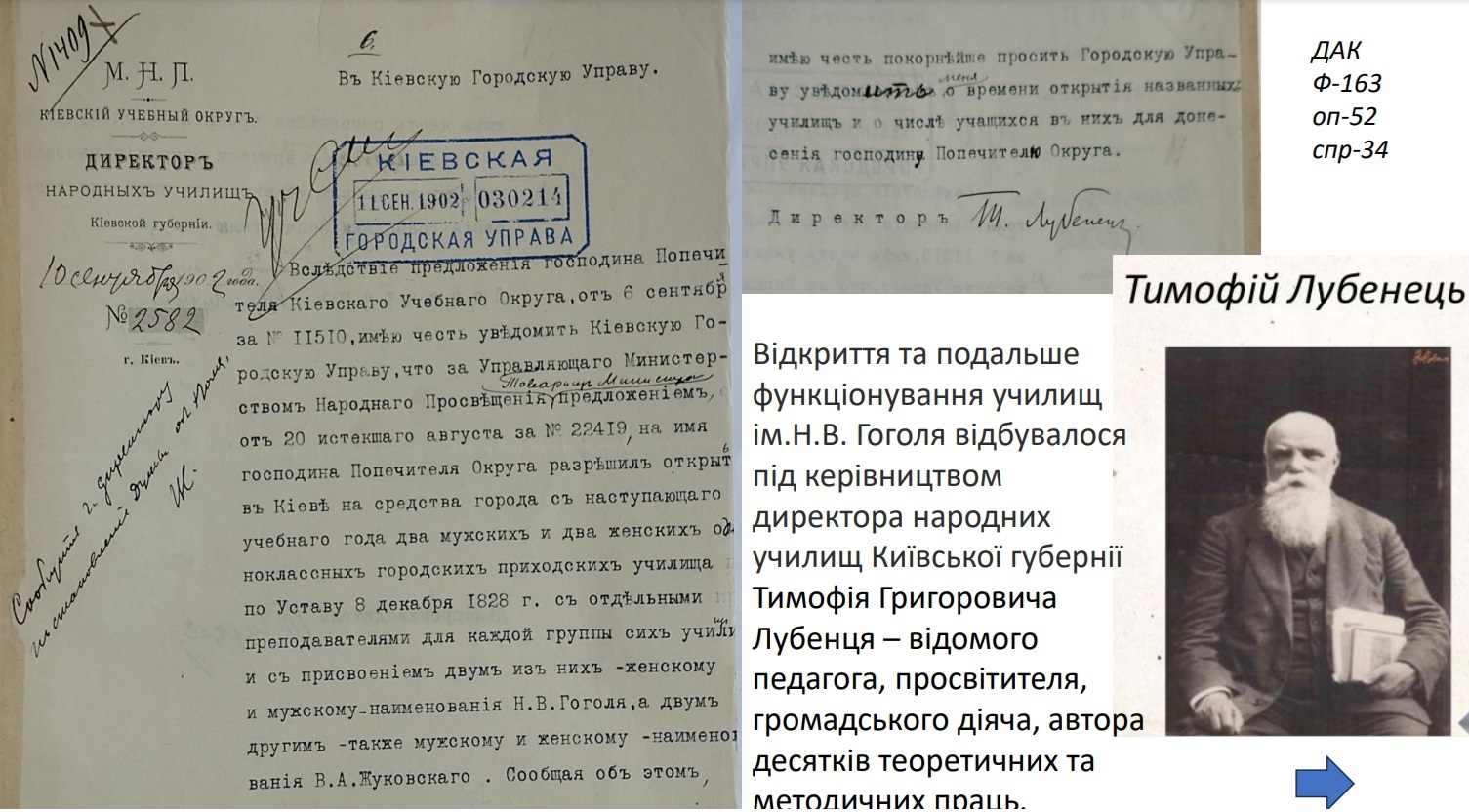
з Музею Ліцею №56

Завідуючий - Боцяновський Яків Семенович
Законовчитель - Богословський Григорій Васильович
Вчитель 1 парал.від. – Іваницька Вікторія Михайлівна
Вчитель 2 парал.від. – Романович-Славатинська Наталія Євгенівна
Вчитель 3 парал.від. – Левинська Валентина Миколаївна

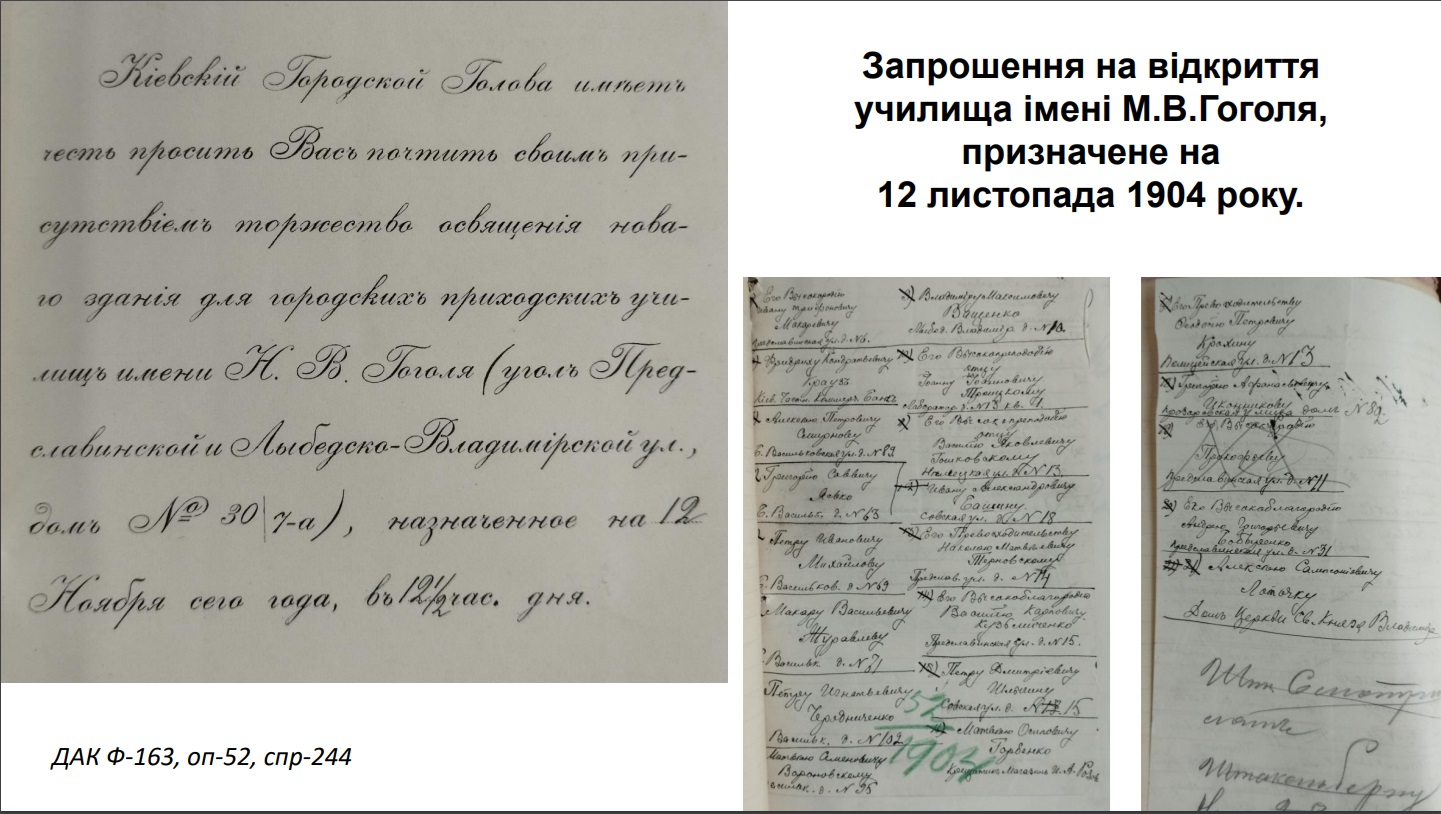
з Музею Ліцею №56

Вчитель співу – Бакалинський Арсеній Якимович
Училище № 55
Завідуюча - Вержбицька Софія Михайлівна
Законовчитель - Богословський Григорій Васильович
Вчитель 1 парал.від. – Крохіна Марія Миколаївна
Вчитель 2 парал.від. – Чернявська Марія Олексіївна
Вчитель 3 парал.від.  – Барбарова Лідія Євгенівна
Вчил.рукод. Коссова Антоніна Дмитрівна
Вчитель співу – Бакалинський Арсеній Якимович
Читальня ім.М.В.Гоголя

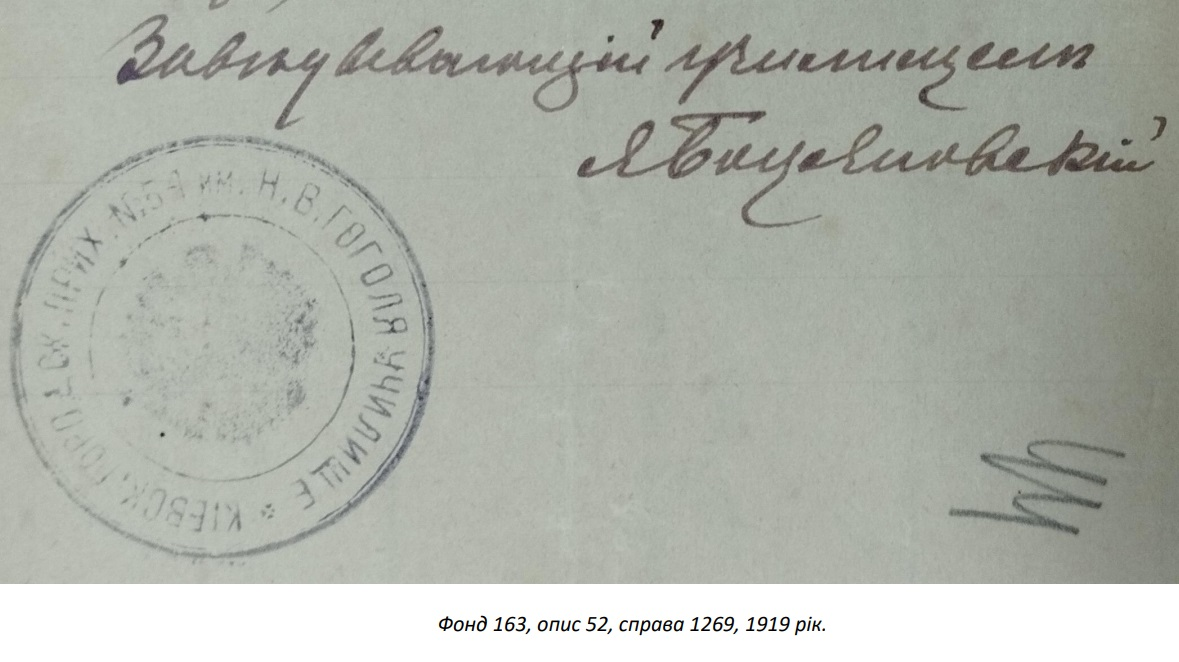
Печатка закладу і підпис першого завідуючого училища Я. Боцяновського

Завідуючий - Стороженко Миколай Володимирович
Бібліотекар - Озерова Віра Василівна
Помічник библіотекаря - Любомирська Зинаїда Олексіївна
1906 р. травень -  При Гоголівському однокласному міському парафіяльному училищі затверджується стипендія імені статського радника Василя Васильовича Солухи за рахунок відсотків з капіталу в 400 руб. Стипендія видається найбіднішому учневі чоловічого відділення училища, який відрізняється гарною поведінкою та успіхами в науках, виключно православного віросповідання.За училищами № 54 та 55 закріплений шкільний лікар Кальнінг А.К.
«Здание училища имени Н.В.Гоголя является вполне образцовым, построенным с соблюдением всех требований школьной гигиены».
Отчет Киевской городской училищной комиссии за 1908 г.
1914 р. червень-вересень – приміщення  училища и читальні імені М.В.Гоголя зайняте  військовим відомством (військові загони № 139, 140 и 141)
Вересень 1914 р.- січень 1918 р. -  В приміщенні училища знаходилося відділення Київського військового шпиталю.
Березень 1918 р. - травень 1918 р. - Реквізіція частини приміщення (в той час там навчалися 43 учні) німецькими військовими частинами. Були зайняті: частина кімнат 2 поверху та всі приміщення першого поверху.
1922 – 1927 рр.  Вул.Предславинська 30-А.  У зв’язку з реорганізацією шкіл-   трудова школа № 104 (мова навчання – українська)
1930 р. -  Кількість учнів школи (вул. Предславинська, 30-а) – 603 учні
1941 р. - Школа № 56 (8 класів)
15 листопада 1943 р. – Відновлюється освітній процес, школа № 56 готується до навчального року
10 грудня  1943 р. -  заклад розпочав  процес навчання  І – VІІ класів як  неповна середня  жіноча школа № 56,  директор школи № 56 Василенко Ю.Й (1943-1944рр),з  16.08.1944 р -  директор Вирова Є.В.
1947 рік -  середня  жіноча школа  №56. Кількість класів (І-Х кл) – 25, кількість учениць – 926. Навчання ведеться в ІІ зміни.
1949 рік -  кількість класів (І-Х кл) – 25, Кількість учениць – 955.
1950 рік- кількість класів (І-Х кл) – 25, Кількість учениць – 888. директор - Цикрович Л.С.
1951 рік -  кількість класів (І-Х кл) – 26, Кількість учениць – 865.
1955-1979 рр. ( матеріал  в стадії розробки)

### ЗАГАЛЬНООСВІТНЯ ШКОЛА - ГІМНАЗІЯ - ЛІЦЕЙ - ШЛЯХ ТВОРЧОСТІ І УСПІХУ
У 80-ті роки ХХ століття були визначені нові духовні орієнтири, нові горизонти розвитку школи №56 з поглибленим вивченням англійської мови, що знаходиться на вулиці Предславинській 30 А у м. Києві. Навчальний заклад, який визначає перед собою завдання не лише навчання і виховання дітей, а й їх всебічний гармонійний розвиток. Саме в цей час у 1979 р. школу очолила Петренко Діна Іллівна. Педагог за покликанням, мудрий керівник, який душею вболіває за освітню справу. З цього часу починається багато змін. Були подолані перші труднощі і проблеми, закладено основу для сучасного навчального закладу, який через короткий час перетворюється на духовно-культурний центр, що сприяло підготовці освіченої високоінтелектуальної особистості. Педагогічний колектив школи № 56 знаходить власні підходи, форми і методи навчання, найбільш ефективні для реалізації особистості, використовується особистісно-зорієнтоване навчання. Запроваджується проєктна діяльність, учні школи беруть участь у Всеукраїнському проекті «Духовна єдність поколінь». Складовою життя учнів стає пошукова-дослідницька робота в Малій академії наук, починається вивчення історії школи, вивчаються архівні матеріали та налагоджується співпраця з різними кафедрами  КДПІІМ ( зараз КНЛУ). Вивчається спадщина Тимофія Лубенця.
Педагогічний колектив школи сприяє, щоб  кожен учень мав достатньо знань, досвіду, впевненості в собі, мав духовні цінності, і на їх основі міг робити власний вибір і творити своє майбутнє. Особлива увага звертається на виховання громадянина української нації з розумінням загальнолюдських цінностей крізь призму національної культури; забезпечується базова підготовка з гуманітарним спрямуванням, що включає розвиток дитини як особистості, її здібностей, інтересів, нахилів її саморозвитку, самореалізацій з подальшим навчанням. Зросла роль школи №56 з поглибленим вивченням англійської мови, навчальний заклад стає престижним у Московському районі і в м. Києві, зросла його роль у вихованні і розвитку особистості з почуттям любові до рідної мови, до України. Заслужений учитель України Машинцева Г.С. зробила свій особливий внесок у розвиток школи при вивченні української мови. Досвід учителя української мови і літератури школи №56 був вивчений і узагальнений Київським інститутом імені Б. Грінченка.
      Кінець 90-х років. У країні відбуваються незворотні зміни в суспільному житті, з'являються нові навчальні заклади гуманітарного спрямування - гімназії. Ідея трансформації школи №56 в гімназію виникла з подачі директора Петренко Д.І., людини творчої, небайдужої, яка не боялася братися за все нове, сповненої розуміння відповідальності, яку покладав на неї сам історичний заклад, якому виповнилося більше сотні років. Колектив сприйняв ідею, постійно вивчався досвід європейських країн, досвід класичної освіти країн заходу, всебічну, теоретичну, інформаційно-методичну допомогу надавали Академія педагогічних наук України, Інститути педагогіки, психології, Київський державний педагогічний інститут іноземних мов. У 1996 році школа отримала статус гімназії. В чому була новизна філософії закладу як гімназії – родини, її діяльності? Визначальною стала не ідеологія закладу, а його філософія, не знання про розірваний механічний світ, а цілісна картина світу, не ідеологічні конструкції, а діалог культур, не предметна, а інтерактивна система навчання.  Впровадженню ідеї діалогу культур сприяло створення творчої лабораторії вчителів іноземних мов, діяльність англомовного театру «Срібна завіса», (кер. Карлова С.М., Стельмах Н.О.), студії лінгвоетнографії та літературного перекладу (кер. Горлушко І.Г., Козакова Н.В.). Неймовірним досвідом  для учнів та вчителів стали поїздки на мовну практику до Великобританії (1993 рік), Іспанії (1994 рік), Нідерландів (1995 рік). Незабутньою була зустріч в місті Мілтон Кінгс з Королевою Великобританії Єлизаветою ІІ. Перебування учнів у цих країнах сприяло налагодженню контактів з навчальними закладами м. Ексетер та Девон ( Сполучене Королівство Великої Британії та Північної Ірландії), м.Компрадор (Королівство Іспанія), м.Амстердам (Нідерланди). Міжнародні зв’язки гімназії працювали на створення позитивного іміджу закладу, сучасного, зі своїми традиціями, власним досвідом, новими підходами до організації навчально-виховного процесу. Ще одним фактором, що додавав позитиву до іміджу гімназії, було те, що багато років поспіль кращі випускники виборювали право навчатися у США за програмою «Акт в підтримку свободи», випускниця Ольга Гоєр працювала перекладачем президента  США Біла Клінтона під час його поїздки до Києва. Нині наші випускники несуть культуру, національні здобутки України, навчаючись у престижних закладах європейських країн, США.

## ВИХОВАННЯ ЧЕРЕЗ МИСТЕЦТВО. ТВОРЧІ ПЛАТФОРМИ  ЗАКЛАДУ ОСВІТИ
Творчі заняття в ліцеї також сприяють гармонійному розвитку особистості, формуючи в учнів здатність мислити нестандартно і знаходити оригінальні рішення проблем. Вони допомагають учням краще засвоювати матеріал, адже залучають різні сенсорні канали і активують емоційну складову навчання. Вчителі  ліцею максимально заохочують учнів висловлювати свої думки та ідеї через мистецтво, що створює простір для самовираження і підтримки ментального здоров'я. З цією метою в ліцеї постійно організовуються різноманітні творчі конкурси, театральні постановки, мистецькі виставки, тематичні свята, що покликані розкрити творчий потенціал учнів та активізують емоційну складову навчання.

### АРТ-ОБ’ЄКТИ В ПРИМІЩЕННІ ПРЕДСЛАВИНСЬКОГО ЛІЦЕЮ

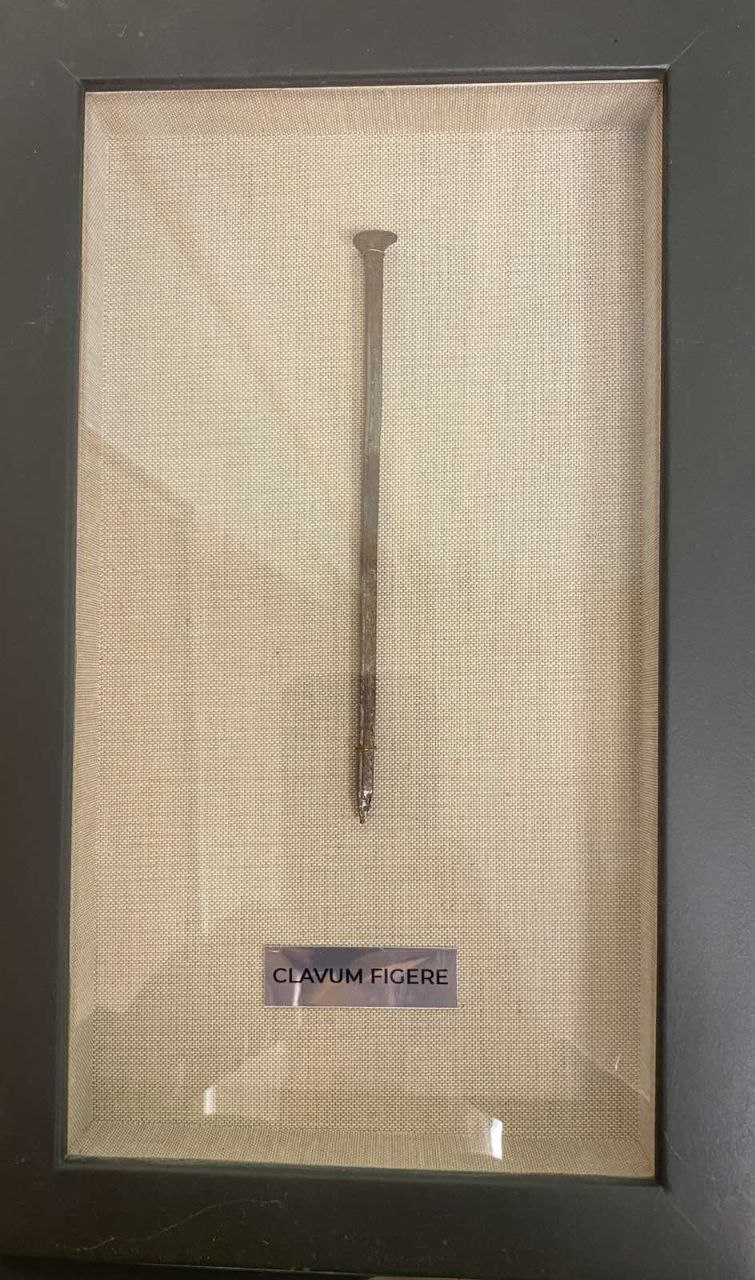
з Музею Ліцею №56

Художній розпис стін ліцею є витвором мистецтва і своєрідною  окрасою будівлі.  На початку 80-х років ХХ ст. директором школи Петренко Д.І.  було  зініційовано декорувати  стіни зали  ІІІ поверху художнім розписом – фрескою. Головна особливість розпису по стіні,  її тематична спрямованість – становлення нашої держави. Розпис - фреска не тільки прикрашає стіни нашого закладу, а й допомагає створювати унікальну атмосферу, художній розпис стін залишається важливим елементом культури і мистецтва. При здійсненні ремонтних робіт в приміщенні закладу виявилося, що основними будівельними матеріалами слугували високоякісні  дерево та цегла, яку сучасники, завдяки блідо-жовтому кольору цегли, називали порцеляновою, доброї якості для кладки, тому що не боїться вогкості. На цеглі  чітко виділялось клеймо виробника – «М. Фокина».  Цеглу укладали розчином на основі вапняку з добавками для міцності. Фрагмент  кладки залишили відкритим для нащадків  як приклад міського будівництва кінця ХІХ -початку ХХ століття. Дерев’яні бруси закріплювали кованими цвяхами, які виготовляли вручну ковалі. Розмір і форма цвяхів були різноманітні, довжиною подекуди до 20 см. Символічні автентична  цеглина та цвях  зберігаються в ліцеї як історична пам’ятка.
Особливості  архітектури ( початок ХХ ст)  та унікальність поєднання фреско-мозаїчного напрямку у створенні декорацій зали  ІІІ поверху ( ІІ половина ХХ ст.) є ідеальною локацією  для проведення персональних виставок, показів, тематичних  експозицій, вернісажів, що  спонукають  учнів до поглибленого вивчення предметів художньо-естетичного циклу.
Творчість та мистецькі проєкти і заходи у стінах ліцею:
Виставка текстилю та живопису майстрині Національної спілки художників України Ольги Дідківської
Текстильний живопис від Ольги Дідківської «Предславинська зима. Зоряний шлях»
«Предславинська абстракція» або «Коридор Вазарі» у Предславинській гімназії

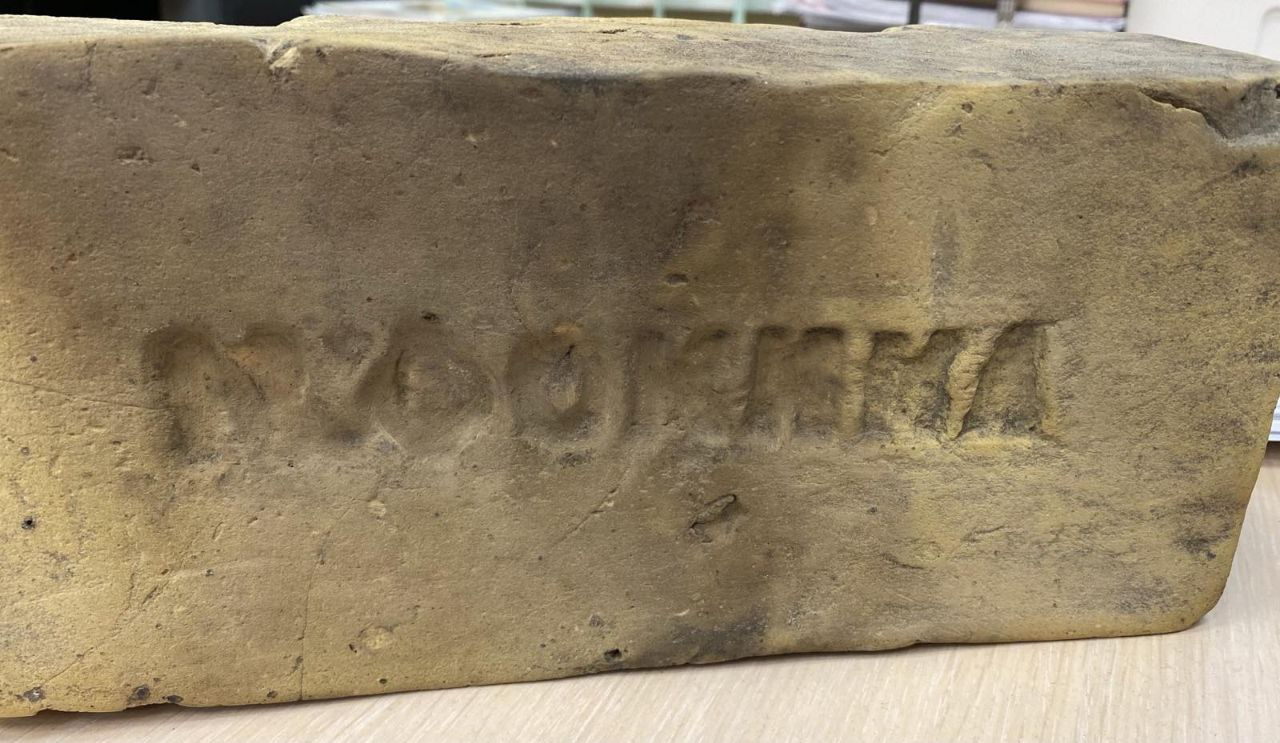
з Музею Ліцею №56

Персональна виставка учениці Уляни Шалигіної «Загадковий світ мистецтва»
Виставка неймовірних квіткових орнаментів, створених в техніці петриківського розпису народною майстринею Оксаною Горбенко
Авторські ескізи-розмальовки Ляльки - Мотанки Валентини Лохвицької
Виставка художніх робіт учнів гімназії "Українська старовинна прикраса" до Дня матері.
Проєктна робота «Літературна карта: Україна в словах і образах»
Різдвяна феєрія
Великодня писанка єднання.
Арт-інсталяції  до Дня матері, Дня вишиванки.

### АРТ/БЮРО «ПРЕДСЛАВИНСЬКЕ»

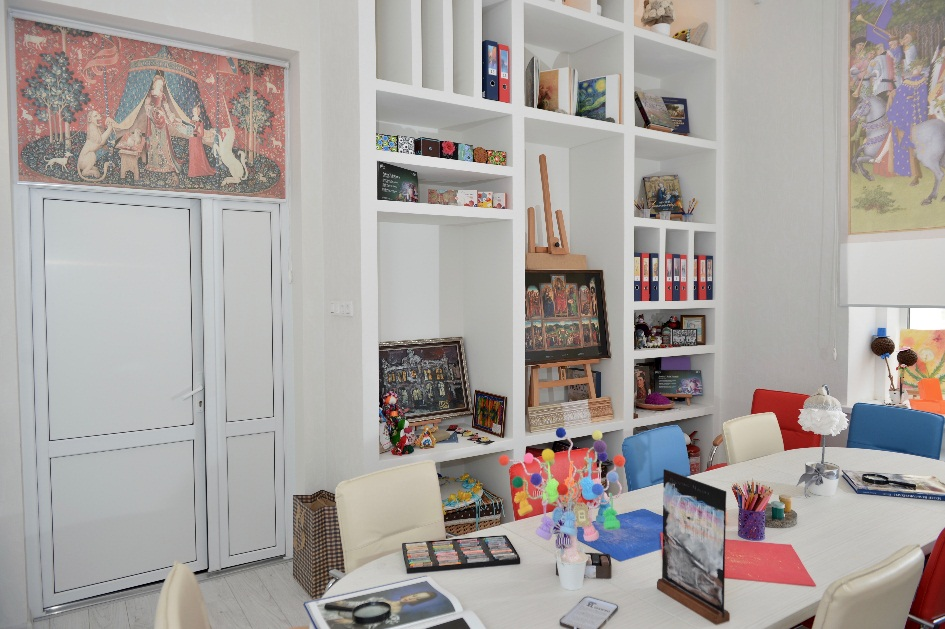

З 1 вересня 2014 року в гімназії почало свою роботу Арт/Бюро «Предславинське» - спільний багаторічний проект учнівської, батьківської та педагогічної громади. Роботою Арт-Бюро зацікавилися Національний культурно-мистецький комплекс Мистецький  Арсенал та Інститут психології імені Г.С. Костюка Національної академії педагогічних наук України,  укладені угоди про співпрацю, проводяться виставки дитячих робіт. Дослідницький проєкт «Код Малевича» - абстрактний малюнок на чорному фоні демонструвався  у Національному культурно-мистецькому та музейному комплексі «Мистецький арсенал». Реалізовуючи  освітні проєкти   в галузі міжнародної  співпраці, Предславинська гімназія №56  почала активно співпрацювати з Фундацією  Песталоцці,  м. Цюрих (Швейцарія), яка займається питаннями освіти майбутнього, інтеграції освіти у суспільне життя.   Учителі є дійсними членами  фундації, проводиться робота по створенню  власного архіву дитячих творчих робіт.  Дитячі  малюнки  архіву  Предславинської гімназії передані  до архіву творчості Фундації. Креативний досвід та педагогічні спостереження колективу гімназії у співпраці з науковцями викладені у книгах «Природа дитинства» (2015) та «Сенс дитинства» (2018). Уже близько 10 років учні Предславинської гімназії №56 для уроків і  проєктних робіт, творчих завдань, науково-дослідницької роботи в МАН користуються унікальною бібліотекою дитячої літератури англійською, німецькою, норвезькою, французькою, іспанською, італійською, китайською, японською мовами, серед яких є і видання  рідкісною ретороманською, в АРТ/БЮРО «ПРЕДСЛАВИНСЬКЕ» Сьогодні, АРТ/БЮРО - це простір природи дитинства і шанс познайомитися з нею. Робота АРТ/БЮРО «ПРЕДСЛАВИНСЬКЕ» спрямована на  створення креативного середовища для  розвитку та самореалізації дитини.
Проєкти АРТ-БЮРО «Предславинське»:
Зимовий марафон колективного живопису «Предславинський абстракціонізм-2019». Творча допомога та участь батьків. Участь усіх учнів гімназії у зимовому марафоні колективного живопису була частиною антибулінгової програми гімназії.
«Предславинська  абстракція»   або «Коридор Вазарі»   у Предславинській.
Проект: ескіз ювелірного виробу (мистецтво).
Віртуальна виставка творчих робіт Уляни Шалигіної та Анни Николин
Арт проект «Чорнобиль. Учора й сьогодні».
Мистецький Арсенал. Виставка “Уявний путівник. Японія”.
PinchukArtCentre «Дослідницька платформа».
Митецький Арсенал. Виставка «Бойчукізм. Проект «Великого стилю».
Мистецький Арсенал "FLASHBACK.Українське медіа-мистецтво 1990-х."
PinchukArtCentre. Експозиція  розвитку мистецтва від Античності й Середніх віків - до сучасності. Виставка робіт сучасних митців Франсіса Аліса, Мауріціо Кателана, Такаші Муракамі, Деміена Хьорста та ін.
Мистецько-обрядова інсталяція «SACRA TERRA УКРАЇНА».
«Діти про дітей» -роздуми сучасних дітей про портретний живопис минулого.
Мистецько-освтній проєкт «Неймовірні історії родини».
Унікальний мистецько-освітній проект елементів інтегрованого уроку «Геометрія собору. Вітраж». Ідея, розробка та реалізація - вчитель історії Р. Рудковська, вчитель математики В. Самчук (долучаємося до інформаційної підтримки відновлення Собору Нотр Дам де Парі)
Виставка плакатного мистецтва Клубу ілюстраторів Рістоrіс.
Мистецьке дослідження. Стиль модерн. Київ. Будинок із химерами.
Арт/Бюро «Предславинське» у програмі “Від враження до розуміння” –створення комунікаційного простору для взаємодії та обміну досвідом, який зацікавить широке коло фахівців у сфері освіти та науки, культури та музейної справи, представників соціальної сфери, громадських організацій та ініціатив
«Уроки  Антифейку з Єгором Гордєєвим» на телеканалі 1+1

### Театральні студії
Через театральну діяльність діти вчаться працювати в команді, краще розуміти емоції інших людей та вдосконалюють навички комунікації. Театральні постановки розвивають емпатію та креативне мислення, що є важливими уміннями у сучасному світі. Театральний колектив  закладу «Актор» має більш ніж 30-річну творчу біографію,  неодноразово ставав переможцем районних та міських конкурсів-оглядів шкільних театральних колективів «Кришталевий каштан на Печерську».  Змінилось не одне покоління юних акторів, серед випускників закладу є режисери і продюсери (Даниленко  А., Страшний Д.),  журналісти і відомі ведучі популярних телеканалів (Гордєєв Єгор, Клюк Марія), актори та сценаристи (Дзірук Рудольф, Романовський Віктор, Нестеренко Павло).
Керівниками театру «Актор» у різні часи були Машинцева Г.С., заслужений вчитель України,  Смолярова О. З., українська актриса; член-кореспондент Академії мистецтв України,  Петров Ю.В., актор театру і кіно. Театральні вистави “Баба Параска та баба Палажка”  І. Нечуя- Левицького,  «За двома зайцями»  М. Старицького, «Климко», Г.Тютюнника, «Шельменко-денщик», «Сватання на Гончарівці» Г.Квітки-Основ’яненка, «Вчитель і учень» І.Франка, «Міщанин-шляхтич» Мольєра, «Мартин Боруля» І.Карпенка-Карого, «За двома зайцями» М.Старицького, «Дух, що тіло рве до бою» за творчістю І.Франка отримали найвищі нагороди конкурсів. Серед творчих гуртків ліцею вже багато років особливе місце займають англомовний театр «Silver Curtain» («Срібна Завіса») - неодноразовий переможець   фестивалів англомовних театрів “ All the world’s a stage”. У репертуарі театру – світова класика « Король Лір», «Ромео і Джульєтта», «Сон в літню ніч», «Багато шуму з нічого», В Шекспіра,  авторська п’єса «Сонети Шекспіра», «Пігмаліон» Б. Шоу.  Театр англомовної пісні «Merry Tunes», де учні мають можливість не лише розвивати свої таланти, вдосконалюючи рівень англійської мови, але й занурюватись у багатий світ музики та сценічного мистецтва. Професійний підхід до учнівських виступів у рамках гуртків вражає своєю майстерністю та увагою до деталей. Для більшості пісень було спеціально створено унікальні аранжування, запис яких проводився на спеціалізованій студії звукозапису, що надає звучанню особливої якості та глибини.

### Хоровий  спів
"Веснянка на Предславинській" – таку назву мав хоровий колектив, художнім керівником і диригентом якого багато років  була   Оксана Ткаченко. До репертуару хору входили кращі пісні українського пісенного спадку, пісні світової пісенної творчості та сучасні пісні,  різноманітні за стилем виконання та жанровими особливостями. Щорічно учні гімназії були учасниками та переможцями конкурсу авторської пісні та співаної поезії. Учасники  хорового колективу вибирали  вокал життєвим напрямком і вивчали  академічний вокал у
Національній музичній  академії  України та Київській муніципальній академії музики імені Р.М. Глієра. Серед випускників-предславинців, учасників хору, сяють яскраві зірки NK (Настя Каменських) та ROKSOLANA( Сирота Роксолана). У рамках проєкту «Нематеріальна культурна спадщина України» учні гімназії знайомились із елементами Національного переліку  «Козацькі пісні Дніпропетровщини» та «Пісенна традиція села Лука Києво-Святошинського району Київської області».

### Ансамбль барабанщиць
Гра на барабані – це не просто хаотичні удари паличками по натягнутій мембрані. Це мистецтво і наполеглива праця. Барабанщик одночасно координує рухи тіла, положення пальців, кистей і ліктів, роботу ніг. Для дітей це забезпечує зміцнення опорно-рухового апарату, розвиток сили і спритності. Дрібна моторика рук при роботі з паличками підвищує мозкову активність. Керівником ансамблю барабанщиць «Предславинці» була Леся Слободяник. Учні із задоволенням відвідували заняття в гуртку та  були  бажаними учасниками шкільних, районних та міських  масових заходів. Ансамбль предславинських  барабанщиць брав участь у святкових заходах з нагоди Дня перемоги над нацизмом у Другій світовій війні на Хрещатику. Показові виступи колективу відкривали урочистості,  святкові концерти, Дні гімназії, традиційні свята, лінійки до Першого та Останнього дзвоника.

### Гурток «Палітра»
Вивчення образотворчого мистецтва спрямоване на формування морально-етичних цінностей, уявлень про реальну художню картину світу і припускає розвиток і становлення емоційно-образного, художнього типу мислення. Керівником гуртка «Палітра» є  Валентина Лохвицька.  Захоплюючі, глибокі за змістом тематичні виставки малюнків учнів гімназії та особисті вчителя є невід’ємною частиною шкільного життя. Випускниці гімназії Ксенія Дудкіна є автором обкладинки до книжки «Природа дитинства у вимірах герменевтики та наративу»,
Віола Топчій - обкладинки та ілюстрацій у книгарнях Старої Європи.  Предславинська  гімназія № 56 ввійшла до переліку шкіл, запрошених до участі в експериментальній частині проєкту "Навчати та вчитися за допомогою нематеріальної культурної спадщини", а саме - в реалізації пілотних проектів із залученням живої спадщини до навчальних програм. Проєкт здійснювався  в Україні за підтримки Фонду ЮНЕСКО. В проєкті заклад  представляв  елемент нематеріальної культурної спадщини - Петриківський розпис - українське декоративно-орнаментальне малярство XIX-XXI ст. Фантастичні, неймовірні малюнки учнів гімназії були представлені  на Спеціальному благодійному заході  у Нью-Йорку 24 лютого 2023 року у рамках проведення «Stand with Ukraine 365»

### Гурток кераміки.
Керівником гуртка «Кераміка» була  Ганна Семенко – художник-кераміст. Творчість Ганни Семенко презентовано на всеукраїнських та міжнародних виставках, у персональному експонуванні. Численні роботи слугують окрасою вітчизняних музейних колекцій, а також приватних збірок України, США, Канади, Австрії. Мистецький доробок керамістки вирізняє гармонійне поєднання образотворчих стихій. Вона – одна з небагатьох, хто органічно доповнює пластичні можливості глини декоративною живописністю й графічністю оздоблення. Мовою емоцій, асоціацій й осмислення кераміки Ганни Семенко відкривала світ сучасного концептуального мистецтва учням Предславинської гімназії. Діти різного віку із задоволенням відвідували гурток, фантазували, творили.

### Лінгвокраєзнавчий проєкт  «Діалог культур»
В 2003 році у м. Києві Департаментом освіти і науки, молоді та спорту був започаткований загальноміський конкурс-фестиваль «Діалог держав: партнерство в освіті», приурочений відзначенню Дня Європи в Україні. Але ще з 2001 році в гімназії №56 проходив щорічний   конкурс «Діалог культур» -  шкільний захід, спрямований на популяризацію культурного розмаїття, толерантності та взаєморозуміння серед учнів. Метою конкурсу є формування у дітей та молоді поваги до різних культур, їхніх традицій, мов та історій. Захід надає можливість школярам представити культуру різних народів, зокрема через творчі виступи, історичні та культурні презентації, театральні постановки, народну музику, танці, та виставки.  Міський етар конкурсу  проводиться у вигляді фестивалю, де команди шкіл представляють культурні традиції обраної країни на сцені. Журі зазвичай складається з освітян, культурологів і громадських діячів, які оцінюють творчий підхід, оригінальність і рівень залученості дітей до вивчення іншої культури. За роки існування конкурсу-фестивалю заклад є безперечним лідером серед учасників свята, гімназія неодноразово представляла Печерський район на міському етапі конкурсу, здобуваючи перемогу.

## ПРЕДСЛАВИНСЬКІ ІНІЦІАТИВИ

### Співпраця з Robert Burns World Federation (Всесвітня Федерація шанувальників творчості Роберта Бернза) Единбург, Шотландія.
Предславинський  ліцей   №56 є асоційованим членом Robert Burns World Federation  (Світовою Федерацією Роберта Бернза), яка має на меті  вивчення та популяризацію творчості народного поета Шотландії. Ліцей  був одним із перших закладів освіти в Україні, який отримав Сертифікат про членство у Світовій Федерації  (№ 2097,   березень  2012 р) та одержав почесне право щорічно представляти  учнівські літературні доробки на розгляд журі конкурсу, присвяченого творчості Р.Бернза в Шотландії. Життєвий та творчий шлях Р.Бернза неодноразово ставав предметом вивчення   в науково-дослідницькій  діяльності здобувачів освіти   в  МАН. Починаючи з 2012 р. учні Предславинського ліцею – постійні  призери конкурсів есе, про що свідчать щорічні  Сертифікати учасникам та  листи Світової Федерації до адміністрації ліцею зі словами вдячності за посилення інтересу до вивчення творчості шотландського поета.  Щорічно учні нашого закладу – учасники конкурсу  не лише вдосконалюють знання англійської мови,  досліджуючи творчість поета, але  в своїх есе  розмірковують над глибокими філософськими проблемами, які постають перед людством.

### НОБЕЛІВСЬКІ УРОКИ
Цікавим досвідом для здобувачів освіти стала переписка між Нобелівськими лауреатами та  учнями закладу. Успішний старт проєкту, після мотивуючого листа-відповіді гімназистам  Ардема Патапутяна, Лауреата Нобелівської премії з фізіології та медицини за 2021 рік,  зацікавленість усіх учасників освітнього процесу  в проєкті дає змогу прогнозувати продовження вивчення досліджень нобелівських лауреатів та практичне застосування їх винаходів у сучасності. «Нобелівські уроки» -  низка відкритих бінарних уроків з елементами STEAM освіти за участю вчителів історії, мистецтва, математики, біології, географії, фізики, іноземних мов, практичного  психолога. В потужних  креативних предметних консолідаціях  щорічно напередодні церемонії нагородження проводяться  Нобелівські уроки з використанням автентичного освітнього матеріалу, де розглядаються  досягнення в галузях науки та літератури.

### МАШ ЮНЕСКО
Основними цілями роботи Предславинської гімназії в МАШ ЮНЕСКО є долучення  до реалізації основних завдань ЮНЕСКО на шляху справжнього співробітництва та взаємозбагачення культур. Спрямовуючи  свої зусилля на участь у проєктах ЮНЕСКО, маємо на меті виховання дітей та молоді в дусі миру, демократії, прав людини, толерантності та взаєморозуміння між народами. Ліцей - гідний партнер асоційованим школам: вже реалізовано  і реалізується багато мультидисциплінарних проєктів, ініційованих ООН, інноваційне  функціонування  школи лідерства, виховання дітей у дусі толерантності в початковій школі, художні дослідження та мистецькі проєкти, унікальна креативна  діяльність АРТ/БЮРО «ПРЕДСЛАВИНСЬКЕ», глибоке, всебічне вивчення нематеріальної культурної спадщини України, потужна  міжнародна співпраця,  онлайн-трансляції у режимі реального часу з різних країн,  формується  мовна картина світу. Предславинська  гімназія № 56 ввійшла до переліку шкіл, запрошених до участі в експериментальній частині проєкту "Навчати та вчитися за допомогою нематеріальної культурної спадщини", а саме - в реалізації пілотних проєктів із залученням живої спадщини до навчальних програм. В проєкті гімназія представляла елемент нематеріальної культурної спадщини - Петриківський розпис - українське декоративно-орнаментальне малярство XIX-XXI ст.  Матеріали розробок навчальних матеріалів, пов’язаних з НКС: «Петриківський розпис на міждисциплінарному уроці з української, іспанської та французької мов» ( учителі Закорчевна О.С., Костюк І.В., Гайдай М.І.), «Дизайн одягу. Мода і культура. Ескіз костюма з елементами Петриківського розпису на уроці мистецтва» (учитель Лохвицька В.Г.), «Петриківський розпис на уроках математики» (учитель Самчук В.С.), «Прихований зміст  рослинних візерунків петриківського розпису та символів Великої Британії (на прикладі листівки-запрошення на коронацію Короля Чарльза ІІІ та Королеви Каміли)  на уроках історії, англійської мови та мистецтва» ( учителі Рудковська Р.А., Горлушко І.Г.) знайшли своє відображення в посібнику "Навчати та вчитися за допомогою нематеріальної культурної спадщини".

### ПРЕДСЛАВИНСЬКА ДИПЛОМАТІЯ
Вдосконалення  мовленнєвих навичок на рівні дипломатичного листування – стратегічна мета в окресленому напрямку. Невід’ємними рисами цієї форми спілкування є точність, клішованість, чіткість. Мовна характерність полягає в ретельному використанні слів і виразів, скрупульозному відборі синтаксичних конструкцій, сукупності слів і виразів, які є осердям дипломатичного вокабуляру. Саме тому практика дипломатичного листування, обміну привітаннями, листи-подяки членам королівської родини та урядовцям сприяють розвитку у здобувачів освіти толерантності, мобільності та гнучкості мислення, формуванню ключових громадянських, соціальних та культурних компетентностей.

### АРХІВНА ПЕДАГОГІКА
Теоретичне усвідомлення й опанування методикою пошуку, аналізу, використання у практичній діяльності архівних документів може  стати важливою складовою навчання. Навички роботи в архівних, музейних фондах України  з метою відчути та пізнати час, осягнути задокументовані події минулого, їх зв’язок із сучасністю, набувають учні для вивчення історії, географії, філологічних дисциплін.  З метою формування колективної уяви, колективної пам’яті, виховання шанобливого ставлення та поваги до всього, що пов’язано з  життям ліцею, ідентифікації себе як частини історії та відчуття своєї причетності до  багаторічних традицій закладу в освітній діяльності  активно функціонує  міждисциплінарна  колаборація (історія+іноземні мови) для здійснення проєктної діяльності в напрямку «Предславинська історія». Традиційно на початку  кожного навчального року проходить   урок, присвячений історії закладу. У виховному процесі важливе розуміння та усвідомлення молоддю складних взаємозв’язків історичного минулого, формування бачення майбутнього та їх ролі на шляху до нього. Саме тому для реалізації проєкту «Предславинський архів» продовжується пошукова робота в Державному архіві міста Києва щодо встановлення  історичних фактів, подій, особистостей, пов’язаних з нашим закладом освіти.
Основні операційні цілі архівної педагогіки :
1. Дослідження історії закладу освіти від першої цеглини, закладеної  в 1903 році. Поєднання минулого, сьогодення та майбутнього (міські приходські училища ім. М.В.Гоголя № 54 (чоловіче) та № 55 (жіноче) – Предславинська гімназія № 56 –  Предславинський ліцей №56
2. Ознайомлення з функціонуванням навчальних закладів кінця ХІХ - початку ХХ віку, навчальними планами училищ та гімназій, досвідом впровадження освітніх програм та технологій.
3. Пошук та аналіз інформації про гімназійні традиції минулого, які можливо перейняти та імплементувати  в сьогоднішній  освітній  процес.
4. Пошукова діяльність «Шляхами видатних київських гімназистів». Ознайомлення учнів зі славетними предками, які отримували гімназійну освіту в Києві і прославили наше місто та країну в усьому світі.
5. Ознайомлення з внутрішньою системою життєзабезпечення закладу освіти ( рахунки, звітність, кадрові питання тощо).
6. Пошук і дослідження документів, що стосуються діяльності закладу освіти в кризові моменти ( революції, зміни влади,  війни, окупації).

### МЕНТАЛЬНЕ ЗДОРОВ’Я. ЕКСПЕРИМЕНТАЛЬНА РОБОТА
У травні 2023 р. Предславинська гімназія № 56 долучилась до дослідно-експериментальної роботи регіонального (всеукраїнського) рівня  за темою: «Комплексна психосоціальна підтримка педагогів та підготовка  кризових інтервентів для київських шкіл під час війни». Предславинський досвід воєнної педагогіки,   відображений у статті Рудковської Р.А. до   Методичного  порадника «Столична освіта: якість в умовах воєнного стану» (2023 р.),   вивчався як модельний  слухачами Школи молодого директора закладів дошкільної та загальної середньої освіти у травні 2023 року. Протягом 2023-2024 нр   20 педагогів закладу стали учасниками апробованої  комплексної  психосоціальної  програми «Безпечний простір», розробленої  НаУКМА. Вчителі отримали  знання, як створювати емоційно безпечні класи, як ідентифікувати травму та відправляти травмованих дітей до практичного психолога. Очікується, що сертифіковані фахівці з числа слухачів-учасників програми  надаватимуть  цілеспрямовану психосоціальну підтримку дітям із високим рівнем симптомів травми, зможуть виявляти дітей групи ризику та дітей із найважчими симптомами й скерують їх до психотерапевта поза шкільним середовищем. Набуті знання педагоги широко використовують  в щоденних ситуаціях.
1. ↑  Предславинський ліцей 56. www.gymn56.kyiv.ua. Процитовано 11 листопада 2024.